# برنزنیکی هوم
برنزنیکی هوم (به لاتین: Breznički Hum) یک منطقهٔ مسکونی در کرواسی است که در شهرستان واراژدین واقع شده است. برنزنیکی هوم ۱٬۳۵۶ نفر جمعیت دارد.